# One Trip / One Noise
One Trip/One Noise — album francuskiej grupy rockowej Noir Désir, wydanej 3 listopada 1998 roku. Zawiera remiksy utworów grupy m.in. w wykonaniu GusGus, Young Gods czy Yanna Tiersena.

## Lista utworów
1. One Trip/One Noise (5:26) — Treponem Pal
2. Oublié (3:39) — z udziałem gitarzysty Cri de la Mouche
3. Fin de siècle (5:37) — Andrej
4. Le Fleuve (6:06) — Franz Treichler, des Young Gods
5. À l'arrière des taxis (5:22) — Al Comet z Young Gods
6. Tostaky (4:51) — GusGus
7. Lolita nie en bloc (3:00) — Anna logik
8. À ton étoile (4:09) — Yann Tiersen
9. Lazy (4:40) — Zend Avesta
10. Septembre en attendant (Un jour à Belgrade) (2:58) — Andrej
11. Tostaky (5:10) — Télépopmusik
12. Les Écorchés (4:00) — Sloy
13. 666.667 Club (7:51) — Tilos Clan